# 国際刑事裁判所の特権及び免除に関する協定
国際刑事裁判所の特権及び免除に関する協定（こくさいけいじさいばんしょのとっけんおよびめんじょにかんするきょうてい、英: Agreement on the Privileges and Immunities of the International Criminal Court）は、国際刑事裁判所（International Criminal Court、通称：ICC）およびその構成員について、特権および免除権を規定する協定である。
2002年9月9日の第8回準備委員会会合で採択され2004年7月22日、10カ国の批准を受けて発効した。通称はAPIC又は特権免除協定。

## 正文
アラビア語、中国語、英語、フランス語、ロシア語、スペイン語

## 加盟
- 署名 - 62カ国
- 批准 - 締約国79カ国（2022年4月現在）

## 日本
未加入（政府は2007年4月13日）第166回参議院本会議で外務大臣の麻生太郎及び法務大臣の長勢甚遠が加入の予定がないことを答弁。

## 解説
国際刑事裁判所（ICC）は独立した国際条約機構であるため、その関係者は1946年に採択された「国際連合の特権及び免除に関する条約（国連特権免除条約）」の適用対象外となる。そこで、ローマ規程の第48条では、ICCおよびその関係者の特権と免除権を規定した。この規定により、ICCの判事（Judge）、検察官（Prosecutor）および裁判所書記（Registrar）は、「外交使節の長に与えられるのと同等の特権および免除を享受する権利」が与えられることになる。これをICCの締約国ならびに非締約国に保証させる補完協定がAPICである。
APICは、第2条～第12条でICCの法的地位に関する特権と免除の条件を定め、ICC職員についての特権および免除条件を第13条～第22条で定めている。第22条～第38条には、この協定によって付与される権限および免除権に関連して生じる問題を想定した規定が盛り込まれている。このうち、特権および免除権の規定はICCの法的地位に関するものが多く、APICの第2条および第3条に規定されるICCの機能に関連している。
仮にローマ規程の締約国でなくとも、APICの締約国であれば、APICの規定に則りICC関係者の特権および免除を保証しなければならないため、ローマ規程には批准できなくてもAPICを批准するという動きが高まっている。最近の例としては、ICCの締約国ではないがICCに対する協力の意思を表すためにウクライナ議会がAPICへの批准を決め、2007年1月29日付けで批准書を寄託。47カ国目としての加入を果たした。

## 締約国
国際刑事裁判所を求めるNGO連合（CICC）調べ
| 締約国                   | 署名           | 批准又は加入   | 発効           |
| ------------------------ | -------------- | -------------- | -------------- |
| アルバニア               | —              | 2006年8月2日   | 2006年9月1日   |
| アンドラ                 | 2004年6月21日  | 2005年2月11日  | 2005年3月13日  |
| アルゼンチン             | 2002年10月7日  | 2007年2月1日   | 2007年3月3日   |
| オーストリア             | 2002年9月10日  | 2003年12月17日 | 2004年7月22日  |
| ベルギー                 | 2002年9月11日  | 2005年3月28日  | 2005年4月27日  |
| ベリーズ                 | 2003年9月26日  | 2005年9月14日  | 2005年10月14日 |
| ベナン                   | 2002年9月10日  | 2006年1月24日  | 2006年2月23日  |
| ボリビア                 | 2004年3月23日  | 2006年1月20日  | 2006年2月19日  |
| ボスニア・ヘルツェゴビナ | —              | 2012年1月24日  | 2012年2月23日  |
| ボツワナ                 | —              | 2008年11月13日 | 2008年12月13日 |
| ブラジル                 | 2004年5月17日  | 2011年12月12日 | 2012年1月11日  |
| ブルガリア               | 2003年5月2日   | 2006年7月28日  | 2006年8月27日  |
| ブルキナファソ           | 2004年5月7日   | 2005年10月10日 | 2005年11月9日  |
| カナダ                   | 2004年4月30日  | 2004年6月22日  | 2004年7月22日  |
| 中央アフリカ共和国       | —              | 2006年10月6日  | 2006年11月5日  |
| チリ                     | —              | 2011年9月26日  | 2011年10月26日 |
| コロンビア               | 2003年12月18日 | 2009年4月15日  | 2009年5月15日  |
| コンゴ民主共和国         | —              | 2007年7月3日   | 2007年8月2日   |
| コスタリカ               | 2002年12月16日 | 2011年4月28日  | 2011年5月28日  |
| クロアチア               | 2003年9月23日  | 2004年12月17日 | 2005年1月16日  |
| キプロス                 | 2003年6月10日  | 2005年8月18日  | 2005年9月17日  |
| チェコ                   | —              | 2011年5月4日   | 2011年6月3日   |
| デンマーク               | 2002年9月13日  | 2005年6月3日   | 2005年7月3日   |
| ドミニカ共和国           | —              | 2009年9月10日  | 2009年10月10日 |
| エクアドル               | 2002年9月26日  | 2006年4月19日  | 2006年5月19日  |
| エストニア               | 2003年6月27日  | 2004年9月13日  | 2004年10月13日 |
| フィンランド             | 2002年9月10日  | 2004年12月8日  | 2005年1月7日   |
| フランス                 | 2002年9月10日  | 2004年2月17日  | 2004年7月22日  |
| ガボン                   | —              | 2010年9月22日  | 2010年10月22日 |
| ジョージア               | —              | 2010年3月10日  | 2010年4月9日   |
| ドイツ                   | 2003年7月14日  | 2004年9月2日   | 2004年10月2日  |
| ギリシャ                 | 2003年9月25日  | 2007年7月6日   | 2007年8月5日   |
| ガイアナ                 | —              | 2005年11月16日 | 2005年12月16日 |
| ホンジュラス             | —              | 2008年4月1日   | 2008年5月1日   |
| ハンガリー               | 2002年9月10日  | 2006年3月22日  | 2006年4月21日  |
| アイスランド             | 2002年9月10日  | 2003年12月1日  | 2004年7月22日  |
| アイルランド             | 2003年9月9日   | 2006年11月20日 | 2006年12月20日 |
| イタリア                 | 2002年9月9日   | 2006年11月20日 | 2006年12月20日 |
| 大韓民国                 | 2004年6月28日  | 2006年10月18日 | 2006年11月17日 |
| ラトビア                 | 2004年6月29日  | 2004年12月23日 | 2005年1月22日  |
| レソト                   | —              | 2005年9月16日  | 2005年10月16日 |
| リベリア                 | —              | 2005年9月16日  | 2005年10月16日 |
| リヒテンシュタイン       | —              | 2004年9月21日  | 2004年10月21日 |
| リトアニア               | 2004年5月25日  | 2004年12月30日 | 2005年1月29日  |
| ルクセンブルク           | 2002年9月10日  | 2006年1月20日  | 2006年2月19日  |
| マラウイ                 | —              | 2009年10月7日  | 2009年11月6日  |
| マリ                     | 2002年9月20日  | 2004年7月8日   | 2004年8月7日   |
| マルタ                   | —              | 2011年9月21日  | 2011年10月21日 |
| メキシコ                 | —              | 2007年9月26日  | 2007年10月26日 |
| モルドバ                 | —              | 2017年5月17日  | 2017年6月16日  |
| モンゴル                 | 2003年2月4日   | 2022年4月25日  | 2022年5月25日  |
| モンテネグロ             | —              | 2006年10月23日 | 2006年6月3日   |
| ナミビア                 | 2002年9月10日  | 2004年1月29日  | 2004年7月22日  |
| オランダ王国             | 2003年9月11日  | 2008年7月24日  | 2008年8月23日  |
| ニュージーランド         | 2002年10月22日 | 2004年4月14日  | 2004年7月22日  |
| 北マケドニア共和国       | —              | 2005年10月19日 | 2005年11月18日 |
| ノルウェー               | 2002年9月10日  | 2002年9月10日  | 2004年7月22日  |
| パナマ                   | 2003年4月14日  | 2004年8月16日  | 2004年9月15日  |
| パレスチナ               | –              | 2015年1月2日   | 2015年2月1日   |
| パラグアイ               | 2004年2月11日  | 2005年7月19日  | 2005年8月18日  |
| ペルー                   | 2003年9月10日  | 2017年1月18日  | 2017年2月17日  |
| ポーランド               | 2004年6月30日  | 2009年2月10日  | 2009年3月12日  |
| ポルトガル               | 2002年12月10日 | 2007年10月3日  | 2007年11月2日  |
| ルーマニア               | 2004年6月30日  | 2005年11月17日 | 2005年12月17日 |
| サモア                   | —              | 2016年4月8日   | 2016年5月8日   |
| サンマリノ               | —              | 2020年3月12日  | 2020年4月11日  |
| セネガル                 | 2002年9月19日  | 2014年9月25日  | 2014年10月25日 |
| セルビア                 | 2003年7月18日  | 2004年5月7日   | 2004年7月22日  |
| スロバキア               | 2003年12月19日 | 2004年5月26日  | 2004年7月22日  |
| スロベニア               | 2003年9月25日  | 2004年9月23日  | 2004年10月23日 |
| スペイン                 | 2003年4月21日  | 2009年9月24日  | 2009年10月24日 |
| スウェーデン             | 2004年2月19日  | 2005年1月13日  | 2005年2月12日  |
| スイス                   | 2002年9月10日  | 2012年9月25日  | 2012年10月25日 |
| トリニダード・トバゴ     | 2002年9月10日  | 2003年2月6日   | 2004年7月22日  |
| チュニジア               | —              | 2011年6月29日  | 2011年7月29日  |
| ウガンダ                 | 2004年4月7日   | 2009年1月21日  | 2009年2月20日  |
| ウクライナ               | —              | 2007年1月29日  | 2007年2月28日  |
| イギリス                 | 2002年9月10日  | 2008年1月25日  | 2008年2月24日  |
| ウルグアイ               | 2004年1月30日  | 2006年11月3日  | 2006年12月3日  |